# Stiftung Warentest (Zeitschrift)
Die Zeitschrift Stiftung Warentest (bis 2025 test) ist die wichtigste Publikation der Verbraucherschutzorganisation Stiftung Warentest. Sie untersucht und vergleicht Waren und Dienstleistungen verschiedener Anbieter. Neben den Warentests erscheinen hier Reports, Tipps und Trends für die Verbraucher. Die Publikation ist zudem anzeigenfrei. So soll eine größtmögliche Unabhängigkeit von den Anbietern gewährleistet werden.
Die Zeitschrift gehört zu den Top 10 der reichweitenstärksten Kaufzeitschriften in Deutschland. Sie erscheint monatlich. Alle Tests und Berichte können auch online – zum Teil kostenpflichtig – abgerufen werden.
Die Zeitschrift Stiftung Warentest ist ein Verbrauchermagazin. Das Heft gehört neben der Zeitschrift Stiftung Warentest Finanzen (bis 2025: finanztest) und dem Internetauftritt test.de zu den drei Marken der Verbraucherorganisation Stiftung Warentest.

## Geschichte
Das erste der monatlich erscheinenden Hefte der Stiftung Warentest kam unter dem Titel „DER test“ am 26. März 1966 in den Handel. Die Startauflage betrug 210.000 Exemplare und fand einen in dieser Höhe nicht zu erwartenden Absatz – rund die Hälfte wurde auf Anhieb an den Kiosken verkauft. Für 1,50 DM erhielten die Leser die Testergebnisse von 24 Zickzack-Nähmaschinen und 10 Stabmixern – umrahmt von einem sogenannten Mantelteil mit zahlreichen nützlichen Verbraucherthemen, Ratschlägen und Tipps.
Das Presse-Echo war zwiespältig: Neben positiven Reaktionen („endlich ist es so weit“) gab es auch Kritik. Die „Verbraucherpolitische Korrespondenz“, herausgegeben von der Arbeitsgemeinschaft der Verbraucherverbände (AgV), bezeichnete die Tests als teils unbrauchbar, teils irreführend und stellte sich mit diesem Verriss in eine Reihe mit Hersteller- und Handelsverbänden. Bemängelt wurde in mehreren Berichten auch die geringe Anzahl von Warentests: „Es wird für viel Geld zu wenig Arbeit geleistet. Zwei Tests pro Nummer, das bedeutet 24 pro Jahr und das für vier Millionen Mark.“ (Hessische Allgemeine vom 4. Februar 1966).
Die SPD-Abgeordnete Lucie Kurlbaum-Beyer bemerkte im Bundestag zum ersten Cover der Zeitschrift, auf dem seitenfüllend eine blonde Frau abgebildet war: „Und sind Sie nicht mit mir der Auffassung, dass es die Aufgabe einer mit öffentlichen Mitteln finanzierten Zeitschrift wäre, mit der Fülle und der Qualität der Verbraucherinformationen zu arbeiten und nicht ein Heft mit Sex aufzuziehen?“ Der Abgeordnete Karl Moersch entgegnete: „Sind Sie mit mir der Meinung, dass eine Publikation mit der sprühenden Lebendigkeit des Bulletins der Bundesregierung ungeeignet gewesen wäre, der Sache zu dienen?“
Es hatte bereits einen Vorläufer gegeben – die Zeitschrift DM (Deutsche Mark – Erste Zeitschrift mit Warentests), herausgegeben vom Verlag Waldemar Schweitzer in Stuttgart. DM-Test erschien von September 1961 bis Mitte 1966. Die neue Zeitschrift löste zeitgenau die Vorgängerin ab. 2025 erfolgte die Umbenennung von test in Stiftung Warentest.

### Die 1960er Jahre
In den ersten zehn Jahren lag der Schwerpunkt auf „weißer Ware“, wie Waschmaschinen und anderen großen und kleinen Haushaltsgeräten.
Nach dem erfolgreichen Start sanken die Verkaufszahlen von „DER test“ rapide: Im April 1967 lag die Zahl der Abonnenten nur noch bei 10.000, am Kiosk wurden lediglich 2.500 Exemplare verkauft. Die Stiftung Warentest beschloss 1967, die Zeitschrift nicht mehr am Kiosk zu verkaufen. Es folgte eine enge Zusammenarbeit mit den Medien: Rundfunk und Fernsehen berichteten über die Testergebnisse, Zeitungen und Zeitschriften wurde der kostenlose Nachdruck gestattet. Sie können Kurzfassungen aus dem von der Stiftung herausgegebenen Pressedienst „test-dienst“ bzw. den „test-Kompassen“ (komprimierte Ergebnistabellen) entnehmen.
Der wachsende Bekanntheitsgrad ließ die Abonnentenzahlen wieder klettern. Ab Oktober 1968 gab es das test-Qualitätsurteil als schnelle Orientierung für die Kaufentscheidung: „sehr gut“, „gut“, „zufriedenstellend“, „weniger zufriedenstellend“ und „nicht zufriedenstellend“. Bis dahin wurde nur ein Gesamteindruck beschrieben.
1968 kam es zur ersten gerichtlichen Auseinandersetzung mit einem Hersteller. Er klagte gegen die schlechte Beurteilung seiner Mayonnaise, verlor aber sowohl in der ersten als auch in der zweiten Instanz. Das Kammergericht entschied: „Eine sachliche Kritik steht jedermann frei. Nichts anderes aber enthält der Testbericht der Antragsgegnerin.“

### Die 1970er Jahre
1971 probierte die Stiftung mit Erfolg einen Neustart am Kiosk. Durchschnittlich 20.000 Verbraucher kauften jeden Monat „test“, wie die Zeitschrift nun kürzer genannt wurde. Die Auflage stieg kontinuierlich und test wurde zu einer der größten Verbraucherzeitschriften Europas. Am Jahresende 1974, zehn Jahre nach Gründung der Stiftung Warentest, hatten 225.000 Verbraucher test abonniert. Zusätzlich wurden monatlich im Durchschnitt 145.000 Hefte am Kiosk verkauft. 1978 waren es knapp 600.000 Exemplare im Monat.
Zu den eigentlichen Tests kamen immer mehr Nachrichten, Reports und Warenkunden, die Verbrauchern zusätzlich zu den Testberichten Hilfe bieten.
Zur Internationalen Funkausstellung 1973 erschien der Startschuss für die regelmäßig erscheinenden Sonderpublikationen der Stiftung Warentest, das erste Sonderheft über „Radio- und Phonogeräte“, das rund 84.000 Käufer fand.
Im gleichen Jahr ging das erste test-Jahrbuch mit einer Zusammenfassung aller Untersuchungsergebnisse der vergangenen zwölf Monate an den Start. 1974 begann die systematische Untersuchung von Dienstleistungen.
Zwei Klagen von Herstellern führten bis zum Bundesgerichtshof. Die Urteile bestätigten in oberster Instanz die Arbeitsgrundsätze der Stiftung Warentest. In seinem Grundsatzurteil zu einem Test von Skisicherheitsbindungen betonte der Bundesgerichtshof 1975 die volkswirtschaftlich sinnvolle und nützliche Funktion der Stiftung Warentest.

### Die 1980er Jahre
In den 1980er Jahren rückten neben den klassischen großen Haushaltsgeräten die Produkte der Unterhaltungselektronik zunehmend in den Blickpunkt des Interesses. Wichtig wurden in dieser Zeit außerdem die Vergleiche von Versicherungsangeboten, Baufinanzierungen und Beratungsleistungen der Banken, aber auch von Reisen. 1989 feierte die Stiftung Warentest ihr 25-jähriges Bestehen. In diesem Jahr betrug die Auflage von test 740.000 Exemplare. 580.000 davon gingen an Abonnenten, 160.000 wurden am Kiosk verkauft.
Der Artikel „Sicherheit im Abseits“, der eine Reihe von Sicherheitsmängeln in deutschen Sportstadien aufdeckte, hatte die größte Resonanz (test 9/85).
In einem Rechtsstreit über den Test von Komposthäckslern entschied der Bundesgerichtshof 1987 erneut zugunsten der Stiftung. Bei der Auseinandersetzung ging es um die Frage, ob Sicherheitsprüfungen der Stiftung höhere Anforderungen stellen dürfen als entsprechende DIN-Regelungen. Der Bundesgerichtshof bejahte diese Frage.

### Die 1990er Jahre
Die Themen Ernährung, Kosmetik und Gesundheit prägten die 1990er Jahre der Zeitschrift. Den größten Leserzuspruch fanden Lebensmittel-Tests: Prüfungen von grünem Tee, der als besonders gesundheitsförderlich galt, brachten Schadstoffe ans Tageslicht. Frischer Fisch war nicht immer frisch und einige extra native Olivenöle erwiesen sich als hoch erhitzt statt kaltgepresst.
Die Themen Ernährung und Kosmetik bekamen im Rahmen einer Neustrukturierung ein eigenes Ressort, ebenso wie Computer + Telefon, Freizeit + Verkehr, Haushalt + Garten, Gesundheit, Geld + Recht und Bild + Ton.
Mit Beginn des Jahres 1999 bot die Stiftung Warentest den Lesern ihrer Zeitschriften eine neue Notenskala von „Sehr gut“ bis „Mangelhaft“. Das Urteil „Sehr mangelhaft“, das nur sehr selten benutzt wurde, entfiel. Zwischen „Zufriedenstellend“  – umbenannt in „Befriedigend“ – und „Mangelhaft“ fügte sie das neue Urteil „Ausreichend“ ein. Die Qualitätsurteile differenzierten nun auch mehr. Zwischennoten und Qualitätsurteile wurden nicht mehr gerundet, sondern unter Berücksichtigung der Nachkommastellen berechnet. Auch in der Darstellung gab es eine Änderung. Neben den verbalen Urteilen stand jetzt eine Note in Ziffern mit einer Kommastelle.
Seit 1997 gibt es test auch im Internet. Unter test.de finden Nutzer alle seit Januar 2000 veröffentlichten Tests und Artikel der Printausgabe sowie einen Bestellservice für Publikationen.

### Seit 2000
Am 4. Dezember 2004 feierte die Stiftung Warentest ihr 40-jähriges Bestehen. Bilanz nach vier Jahrzehnten Testarbeit: über 73.000 geprüfte Produkte, knapp 4.000 Warentests und rund 1.200 Dienstleistungstests. Die Gesamtauflage von test betrug im Jubiläumsjahr 600.000 Exemplare.
Erstmals untersuchte und bewertete die Stiftung Warentest 2004 auch die gesellschaftliche Verantwortung der Unternehmen bei der Herstellung von Produkten. Beim Test von Funktionsjacken in der Dezemberausgabe erhielten die Leser zusätzlich Informationen zum sozialen und ökologischen Verhalten der Anbieter.
Bei einem Test von Olivenölen der höchsten Güteklasse „nativ extra“ bewerteten die Tester 2005 gleich neun von 26 Ölen mit „Mangelhaft“. Bei sieben wiesen sie verbotene Wärmebehandlungen nach. Einige Öle waren zudem mit gesundheitsgefährdenden Weichmachern belastet oder enttäuschten im Geschmack. Mit 210.000 verkauften Exemplaren am Kiosk war die Oktoberausgabe von test, in der die auf einer Pressekonferenz vorgestellte Untersuchung veröffentlicht wurde, die bestverkaufte im Einzelhandel seit 1978.
Beim Test der baulichen Sicherheit in den Fußball-WM-Stadien stellte die Stiftung Warentest 2006 bei vier Stadien „erhebliche Mängel“ fest, bei vier weiteren „deutliche Mängel“ und lediglich bei den restlichen vier Stadien „geringe Mängel“. Die Untersuchung stieß auf ein außergewöhnlich hohes Medieninteresse, was nicht nur an der bevorstehenden Fußball-Weltmeisterschaft, sondern auch an Vorwürfen der Stadionbetreiber und des WM-Organisationskomitees gegen die Stiftung Warentest lag.
Ein Rechtsstreit, der ebenfalls für großen Medienrummel sorgte, wurde endgültig zugunsten der Stiftung Warentest entschieden. Die „Uschi Glas Hautnah Face Cream“ hatte wegen ihrer schlechten Hautverträglichkeit die Note „Mangelhaft“ bekommen. Das Kammergericht wies die Berufung der Herstellerfirma gegen das für sie negative Urteil des Landgerichts Berlin einstimmig zurück, da es nur „mangelnde Aussicht auf Erfolg“ habe.
Im April 2008 stellte die Stiftung Warentest ihr neues Corporate Design vor, mit dem test und Finanztest ein neues Logo erhielten. Den Verbrauchern sollte damit die Zuordnung beider Zeitschriften zur Dachmarke Stiftung Warentest erleichtert werden. Auch test.de bekam ein eigenes Logo.
Die Zeitschrift test im Vergleich 1966 zu 2010:
|                                         | 1966     | 2010      |
| --------------------------------------- | -------- | --------- |
| Verkaufszahlen (Durchschnitt pro Monat) | 52.000   | 497.000   |
| Abos (Durchschnitt pro Monat)           | 4.000    | 424.000   |
| Prüfkosten (Durchschnitt je Ausgabe)    | 36.123 € | 492.250 € |
| Getestete Produkte pro Jahr             | 442      | 2.217     |

Ende November 2013 wurden Testergebnisse zu Tafelschokoladen im Heft veröffentlicht. Dabei wurde unter anderem die Sorte „Voll-Nuss“ von Ritter Sport mit „mangelhaft“ bewertet. Obgleich nur natürliche Aromen im Zutatenverzeichnis angegeben sind, ließ sich dem Testergebnis zufolge durch die UPLC/MS-Methode der Aromastoff Piperonal nachweisen. Dies führte zu Meinungsverschiedenheiten, da Ritter Sport hierzu auf eine Garantieerklärung des Zulieferers Symrise verwies, nach der es sich um natürliches Aroma handele und damit „ausschließlich natürlichen Ursprungs“ und „voll verkehrs- wie auch genussfähig sei“. Die Stiftung Warentest widersprach demgegenüber, wonach es kein gängiges Verfahren gebe, um Piperonal auf natürlichem Wege herzustellen. Nach der europäischen Aromenverordnung dürften daher bei der Angabe „natürliches Aroma“ weder der Ausgangsstoff noch das Verfahren zur Gewinnung von Piperonal chemisch sein. Aufgrund der falschen Deklaration mit Verweis auf § 11 des Lebensmittel- und Futtermittelgesetzbuchs blieben die Warentester bei ihrem Urteil.
Anfang 2025 wurde die bisherige Zeitschrift test in Stiftung Warentest umbenannt sowie die Zeitschrift Finanztest zu Stiftung Warentest Finanzen.

## Entwicklung der Verkaufszahlen
1966 startete test mit durchschnittlich 52.000 Heften pro Monat, das erste Heft sogar mit einer Auflage von 210.000 Exemplaren (darunter 60.000 Abonnenten). Im April 1967 kam es zu einem massiven Einbruch der Verkaufszahlen und die Anzahl der Abonnenten fiel auf 10.000. Als Folge wurde ab 1968 der Verkauf im Einzelhandel eingestellt und nur noch Abonnenten und Direktbesteller beliefert.
Ab 1970 fand der Verkauf auch wieder im Handel statt, die Verkäufe steigen in den 70er Jahren rapide. Grund hierfür war auch das Konzept, den Zeitungs- und Zeitschriftenverlagen kostenlos die Untersuchungsergebnisse zur Verfügung zu stellen. 1975 lag die verkaufte Auflage bereits bei 473.000, 1983 bei 630.000.
1991 war ein Rekordjahr für die Stiftung Warentest: Im Schnitt 960.000 Exemplare fanden Monat für Monat Käufer. Seitdem war der Heftverkauf kontinuierlich rückläufig: von 635.000 (2001) auf 358.000 (2020). Davon werden rund 324.000 Exemplare an Abonnenten geliefert und rund 34.000 am Kiosk verkauft. Der Rückgang war auch durch die Herausgabe der zweiten Zeitschrift Finanztest zu erklären, die sich seit 1991 ausführlich mit Versicherungs- und Geldanlagethemen beschäftigt, die vorher in geringerem Umfang in test behandelt wurden.
Die Ausgabe Oktober 2005, unter anderem mit einem Test von Olivenöl, war mit 210.000 verkauften Exemplaren am Kiosk die auflagenstärkste seit 1978.

## Preisentwicklung
Die umgerechneten Preise in Euro sind inflationsbereinigt.
- 1966 – 3/1972: 1,50 DM   (ca. 3,35 Euro)
- 4/1972 – 6/1975: 2,00 DM (ca. 3,39 Euro)
- 7/1975 – 6/1977: 2,50 DM (ca. 3,84 Euro)
- 7/1977 – 6/1979: 3,00 DM (ca. 4,33 Euro)
- 7/1979 – 6/1981: 3,50 DM (ca. 4,60 Euro)
- 7/1981 – 6/1984: 4,00 DM (ca. 4,56 Euro)
- 7/1984 – 6/1987: 4,50 DM (ca. 4,91 Euro)
- 7/1987 – 6/1989: 5,00 DM (ca. 5,38 Euro)
- 7/1989 – 6/1991: 5,30 DM (ca. 5,40 Euro)
- 7/1991 – 6/1993: 5,70 DM (ca. 5,34 Euro)
- 7/1993 – 6/1995: 6,00 DM (ca. 5,24 Euro)
- 7/1995 – 6/1997: 6,30 DM (ca. 5,34 Euro)
- 7/1997 – 6/2000: 6,50 DM (ca. 5,24 Euro)
- 7/2000 – 1/2001: 7,10 DM bzw. 3,63 Euro (ca. 5,62 Euro)
- 2/2001 – 8/2003: 3,60 Euro bzw. 7,04 DM (ca. 5,50 Euro)
- 9/2003 – 7/2006: 3,90 Euro  (ca. 5,71 Euro)
- 8/2006 – 12/2009: 4,20 Euro (ca. 5,91 Euro)
- 1/2010 – 3/2012: 4,50 Euro  (ca. 5,96 Euro)
- 4/2012 – 3/2014: 4,90 Euro
- 4/2014 – 3/2016: 5,30 Euro
- 4/2016 – 2/2018: 5,70 Euro
- 3/2018 – 2/2020 6,10 Euro
- 3/2020 – 2/2022: 6,50 Euro
- seit 3/2022: 6,90 Euro

## Chefredakteure
- 1965–1999: Hans-Dieter Lösenbeck[24]
- 1999–2011: Hubertus Primus
- 2012–2021: Anita Stocker
- Seit 2021: Isabella Eigner[25]

## Logos

Altes Logo der Zeitschrift test

Altes Logo zur Werbung mit Testergebnissen der Zeitschrift test

Anbieter dürfen unter bestimmten Bedingungen mit den Testurteilen der Stiftung Warentest werben.
|  |  |  |

Bis zum 24. April 2008 wurden andere Logos verwendet, die teilweise eine große Verbreitung und Präsenz hatten.

## Logolizenz Nutzungsentgelte
Wenn Unternehmen ein Logo der Stiftung Warentest nutzen wollen gibt es dafür zwei verschiedene Lizenzmodelle:
- „Silbermodell“ Nutzung in allen Medien mit Ausnahme der TV- und Kino-Werbung für ein Nutzungsentgelt in Höhe von € 12.000, für eine kurze Nutzungsdauer € 8.500, bei Verlängerung der Nutzungsdauer € 5.000 zuzüglich der jeweils geltenden gesetzlichen Umsatzsteuer.

- „Goldmodell“ Nutzung in allen Medien einschließlich TV-Werbung [alle Kanäle, die in Deutschland über Satellit, Kabel oder terrestrisch zu empfangen sind,] und Kino-Werbung für ein Nutzungsentgelt in Höhe von € 33.000, für eine kurze Nutzungsdauer € 20.000, bei Verlängerung der Nutzungsdauer € 16.000 zuzüglich der jeweils geltenden gesetzlichen Umsatzsteuer.

Stand Mai 2021.

## Konkurrenz
Die Zeitschrift Öko-Test führt ebenfalls Tests von Waren und Dienstleistungen durch. Sie wird nicht von der Stiftung Warentest herausgegeben, sondern vom Öko-Test-Verlag, an dem die Deutsche Druck- und Verlagsgesellschaft beteiligt ist. Im Unterschied zur Stiftung Warentest finanziert sich der Öko-Test-Verlag auch durch die Veröffentlichung von Werbeanzeigen.

## Sonderpublikationen
Neben den monatlich erscheinenden Zeitschriften Stiftung Warentest und Stiftung Warentest Finanzen gibt die Stiftung Warentest Sonderpublikationen wie Bücher, Spezial-Hefte und Jahrbücher heraus. 1973 erschien der erste „test“-Ratgeber mit allen Testergebnissen der vergangenen zwölf Monate (test-Jahrbuch). Anlässlich der Internationalen Funkausstellung (IFA) wurde im selben Jahr erstmals ein test-Sonderheft zum Thema Radio- und Phonogeräte publiziert und hatte eine verkaufte Auflage von 84.000 Stück. 1983 folgen die ersten Ratgeber in Broschürenform. Thema: Küche und Heimwerken. Seit 1991 ist die Stiftung Warentest außerdem auf dem Buchmarkt aktiv. Im ersten Buch geht es um „Die andere Medizin“. Die erste Auflage von 40.000 war schnell vergriffen, 120.000 Exemplare wurden nachgedruckt. Mittlerweile veröffentlicht die Stiftung Warentest jährlich rund zehn Spezial-Hefte und rund 40 neue Bücher. Das Buchprogramm umfasst rund 120 lieferbare Titel.

## Sonstiges
Im September 2012 waren Simone Vintz und Peter Knaak mit ihrem Beitrag „Ausgespäht – Datenschutz bei Apps“ (veröffentlicht in test Juni 2012) erste Preisträger beim Verbraucherjournalistenpreis vom Markenverband.